# Józef Deptuła
Józef Deptuła, ps. Wujo (ur. 18 września 1908 w Warszawie, zm. 1 sierpnia 1944 tamże) – działacz socjalistyczny i harcerski.

## Życiorys
W 1923 ukończył Szkołę Handlową Zgromadzenia Kupców w Warszawie. Do 1926 działał w Związku Harcerstwa Polskiego jako hufcowy na warszawskiej Pradze.
W 1925 rozpoczął studia w Wolnej Wszechnicy Polskiej, gdzie został członkiem Związku Niezależnej Młodzieży Socjalistycznej. Wystąpił z ZHP i rozpoczął pracę w pierwszej Robotniczej Gromadzie Harcerskiej im. Bolesława Limanowskiego na warszawskich Powązkach działającej przy kole OM TUR.
Od 1928 r. członek PPS. Na II Zjeździe OM TUR w lutym 1929 wszedł w skład Referatu Harcerskiego, a od 1931 został członkiem Rady Głównej Czerwonego Harcerstwa TUR. Funkcję tę pełnił do 1939.
Początkowo pracował jako urzędnik magistratu w Żyrardowie, jednak został zwolniony za działalność lewicową. Po okresie bezrobocia w 1933 został przedstawicielem firmy "Łucznik", a od 1937 do wybuchu wojny, pracował jako księgowy w przedstawicielstwie firmy "Philips".
We wrześniu 1939 r. w trakcie obrony Warszawy uczestniczył w działaniach sekcji sanitarnej Robotniczego Komitetu Samopomocy
W czasie wojny pracował w "Gospodzie Spółdzielczej" organizującej zaopatrzenie dla mieszkańców Żoliborza, a następnie w Związku Spółdzielni Spożywców "Społem". Był członkiem PPS-WRN i Gwardii Ludowej WRN na Żoliborzu.
Zginął w czasie walki w powstaniu warszawskim 1 sierpnia 1944 r. na Placu Trzech Krzyży w Warszawie.